# Province de Sartène
La province de Sartène est une ancienne division territoriale de la Corse, créée par l'administration génoise en 1582 et intégrée le 15 janvier 1790 sous l'administration française dans le district de Tallano. Son chef-lieu était Sartène.

## Géographie
La province de Sartène est située dans l'Au-Delà-des-Monts (correspondant à l'actuelle Corse-du-Sud). Elle est bornée au nord par le Taravo, au sud et à l'est par les montagnes de la chaîne centrale. Elle possède une façade littorale incluant le golfe de Propriano et est irriguée par le Rizzanese, principal fleuve de la province.
La province de Sartène avait pour provinces limitrophes celles d'Ajaccio au nord, d'Aléria au nord-est et de Bonifacio à l'est et au sud.

## Composition
La province de Sartène comprenait les pièves suivantes :
- Istria ;
- Vallinco ;
- Viggiano ;
- Tallano ;
- Scopamène ;
- Carbini;
- Sartène.